# Muzeum Młynarstwa i Wodnych Urządzeń Przemysłu Wiejskiego
Muzeum Młynarstwa i Wodnych Urządzeń Przemysłu Wiejskiego – muzeum, oddział Muzeum Narodowego Rolnictwa i Przemysłu Rolno-Spożywczego ze Szreniawy, zlokalizowane we wsi Jaracz, niedaleko Obornik, w gminie Rogoźno.

## Wystawa
Otwarcie muzeum nastąpiło w 1981 na terenie historycznego młyna i przyległych zabudowań, gdzie tradycje młynarskie sięgały 1449. Zespół muzealny składa się z trzech budynków:
- młyna wodnego z około 1871 z maszynami z lat 20. XX w. – ekspozycja Przemysłowa technika młynarska,
- stajni przymłyńskiej (rekonstrukcja) – ekspozycja Tradycyjne przetwórstwo zbożowe (m.in. żarna, śrutowniki, maszyny mielące i wydmuchujące plewy, cepy, modele młynów i wiatraków z różnych stron Polski, itp.),
- domu młynarza – ekspozycja Historia społeczno-gospodarcza młynarstwa.

Sam młyn działał produkcyjnie do 1976, kiedy to zawieszono mielenie.

## Obiekty towarzyszące
Placówka prowadzi działalność edukacyjną, m.in. lekcje ekologicznej energetyki, czy historii młynarstwa.
Obok Muzeum działa elektrownia wodna z 1997 na rzece Wełnie. Jest tu także przystań kajakowa, będąca ważnym punktem etapowym spływów po Wełnie. Przy Młynie krzyżują się także szlaki rowerowe. W pomieszczeniach Muzeum funkcjonuje niewielki hotel.

## Rejestr zabytków
Osada młyńska w Jaraczu jest wpisana do rejestru zabytków – wpis A-752 z 30 grudnia 1993.

## Dojazd
Boczną drogą od szosy nr 11 lub rowerem (najbliższy przystanek kolejowy w Parkowie – około 2 km przez las i szosą).